# La casa de l'arbre
La casa de l'arbre (títol original en anglès: Summertree) és una pel·lícula estatunidenca d'Anthony Newley del 1971. Ha estat doblada al català.

## Argument
Mentre els seus companys moren al Vietnam, un jove soldat (Michael Douglas) recorda els esdeveniments que l'han portat fins aquí. Recorda la seva promesa (Brenda Vaccaro), amb qui no es podrà comprometre. Recorda les batalles que havia tingut amb els seus pares (Jack Warden, Barbara Bel Geddes), quan va abandonar la universitat per convertir-se en músic. I recorda el "summertree" on passava molts dels seus dies més feliços abans de ser enviat al Sud-est d'Àsia.

## Repartiment
- Kirk Callaway: Marvis
- Barbara Bel Geddes: Ruth
- Michael Douglas: Jerry
- Jack Warden: Herb